# 헤나투 카를루스 마르틴스 주니오르
헤나투 카를루스 마르틴스 주니오르(포르투갈어: Renato Carlos Martins Júnior, 1987년 5월 14일 ~ )는 흔히 헤나치뉴로 불리는 브라질의 축구 선수이다. 현재 치앙라이 유나이티드 FC 소속이며, 포지션은 윙어 또는 공격수이다. 2008년 여름 이적 시장 때는 스포르팅 CP와 연결되기도 하였지만, 그 해 가와사키 프론탈레에 임대되었다.

## 수상

### 클럽

#### 산투스 FC
- 상파울루 주 리그 : 2006, 2007